# Меркушъёль (приток Енготаю)
Меркушъёль (устар. Меркуш-Йоль) — река в Берёзовском районе Ханты-Мансийского автономного округа. Устье реки находится в 46 км по правому берегу реки Енготаю. Длина реки составляет 38 км. В 5 км от устья, по левому берегу реки впадает река Сорочка-Вож.

## Данные водного реестра
По данным государственного водного реестра России относится к Нижнеобскому бассейновому округу, водохозяйственный участок реки — Северная Сосьва, речной подбассейн реки — Северная Сосьва. Речной бассейн реки — (Нижняя) Обь от впадения Иртыша.